# ペク・ソンヒョン
ペク・ソンヒョン（1989年1月30日 - ）は、大韓民国の俳優。『天国の階段』、『チェオクの剣』などで、主人公の少年時代を演じた。韓国を代表する子役俳優として多くの作品に出演した。

## 概要
- 身長181cm、血液型A型[1]。
- 趣味：ゲーム、映画鑑賞
- 特技：バスケット
- デビュー：1994年映画『私は望む、私に禁じられたことを』

## 私生活
- 2020年4月25日、3歳年下の一般人の女性と四年間の交際を経て結婚。[3]
- 2020年10月、第一子となる女児誕生。[4]

## 出演作

### 映画
- 私は望む、私に禁じられたことを（1994年）ペク・チュン役
- 男の香り（1998年）子役
- マラソン（2005年）ユン・ジョンウォン役
- うちの学校のET（2008年）ペク・キョンジュ役
- 雲を抜けた月のように（2010年）キョンジャ役
- 1980 僕たちの光州事件（2024年）

### テレビドラマ
- ずっと会いたい（1998年-1999年、MBC）
- 恋歌（1999年、KBS）
- ホジュン 宮廷医官への道（1999年-2000年、MBC）
- 黄金時代（2000年、MBC）
- 太陽がいっぱい（2000年-2001年、KBS）
- 恋するツキノワグマ（2001年、MBC） - チョ・チャンヒ役
- 美しき日々（2001年、SBS）
- 五人兄妹（2002年、SBS） - ハン・ウシク子供時代役
- 太陽人イ・ジェマ～韓国医学の父～（2002年、KBS）
- チェオクの剣（2003年、MBC）-ファンボ・ユン子供時代役
- 天国の階段（2003年-2004年、SBS）
- 英雄時代（2004年-2005年、MBC）
- 海神（ヘシン）（2004年-2005年、KBS）-クンボク子供時代役
- 恋人（2006年-2007年、SBS）
- キッドギャング（2007年、OCN）
- コッキリ（2008年、MBC） - チュ・ソンヒョン役
- アクシデント・カップル（2009年、KBS） - ハン・サンチョル役
- ランニング〜夢のその先に〜（2010年、MBC）
- ホワイトクリスマス（2011年、KBS） - パク・ムヨル役
- インス大妃（2011年-2012年、JTBC） - 桃源君／懿敬世子、乽山君／成宗役（二役）
- ビッグ 〜愛は奇跡〜（2012年、KBS） - キル・チャンシク役
- IRIS 2（2013年、KBS） - カン・ビョンジン役
- 思春期メドレー（2013年、KBS）
- 愛は歌に乗って（2013年-2014年、KBS） - パク・ヒョヌ役
- 幽霊が見える刑事チョヨン（2014年、OCN） - チャン・デソク役
- 華政（ファジョン）（2015年、MBC） - 昭顕（ソヒョン）世子役
- 愛するウンドン（2015年、JTBC）-20代のウンホ役
- ドクターズ〜恋する気持ち〜（2016年、SBS） - ピ・ヨングク役
- ボイス～112の奇跡～（2017年、OCN） - シム・デシク役
- あなたが眠っている間に（2017年、SBS） - ト・ハギョン役
- ボイス4（2021年、tvN）
- 君のハートに魔法をかけろ（2021年、WEB）-オ・ヨングァン役
- 恋は盲目〜二度目の恋（2022年、KBS） - チャン・ギョンジュ役
- 高麗契丹戦争（2023年、KBS）-ワン・ソン役
- 男と女（2023年、チャンネルA）-キム・ジョンヒョン役
- スジと出逢ったウリ（2024年、KBS）- チェ・ウリ役

### ミュージックビデオ
- sg WANNA BE+ 「ひまわり」（2010年） - ナ・ヒョンジンと共演

## 受賞歴
2007 Mnet KMミュージックフェスティバル ミュージックビデオ演技賞

## 経歴
- ソウル国際青少年映画祭（SIYFF）広報大使（2008年）
- 成年の日広報大使（2008年）
- スターサミット・アジア・キャスティングボード俳優選定（2007年）